# European Girls’ Mathematical Olympiad
Die European Girls‘ Mathematical Olympiad (EGMO) ist ein internationaler Schülerwettbewerb im Bereich Mathematik für Nachwuchsmathematikerinnen, der seit 2012 jährlich stattfindet.  Der Wettbewerb findet in Europa statt, jedoch werden jedes Jahr mehrere Länder außerhalb Europas zum Wettbewerb eingeladen.

## Ablauf
Die teilnehmenden Länder entsenden Teams, die aus maximal vier Mathematikerinnen unter 20 Jahren bestehen, die nicht an einer Universität eingeschrieben sind. Es müssen zwei Arbeiten, die jeweils aus drei Problemen bestehen, in 4,5 Stunden gelöst und an aufeinanderfolgenden Tagen abgelegt werden. Jedes der sechs Probleme wird mit 7 Punkten bewertet, sodass die maximal mögliche Punktzahl 42 Punkte ergibt.
Die Teilnehmerinnen nehmen als 4er-Team unter der Nationalflagge teil, aber der Wettbewerb selbst ist individuell. Das Auswahlverfahren ist von Land zu Land unterschiedlich, bezieht sich jedoch häufig auf die Ergebnisse der nationalen Mathematik Olympiaden und anderer Tests.
In Deutschland organisiert das Hausdorff Center for Mathematics der Rheinischen Friedrich-Wilhelms-Universität Bonn die Auswahl und die Vorbereitung des jeweiligen deutschen Teams.

### Bewertung
- Die besten 1/12 der Teilnehmerinnen erhalten eine Goldmedaille
- Die folgenden 1/6 der Gesamtwertung erhalten eine Silbermedaille
- Die weiteren 1/4 der Gesamtwertung erhalten eine Bronzemedaille
- Alle Teilnehmerinnen, die keine Medaille erhalten haben, aber in mindestens einem der sechs Probleme die maximale Punktzahl erreicht haben, erhalten eine lobende Erwähnung.
- Die Teilnehmerinnen sind, sortiert nach Zahl der Medaillen, lobenden Erwähnungen und Teilnahmen bei der EGMO sind auf der Webseite EGMO: Hall of Fame aufgeführt.[1]

## Geschichte
Das Vereinigte Königreich wurde 2010 dazu eingeladen, ein Team zur China Girls’ Maths Olympiad zu entsenden. Die Chinesen hatten diesen Wettbewerb im Jahr 2002 eingerichtet, nachdem die Organisatoren feststellten, dass nur sehr wenige Mädchen für die Nationalmannschaft ausgewählt wurden. Ermutigt durch den Erfolg dieses Wettbewerbs entschied sich das Vereinigte Königreich dafür, einen ähnlichen Wettbewerb in Europa auszurichten. Bei der Internationalen Mathematik-Olympiade IMO waren rund 10 % der Teilnehmer weiblich: 57 von 564 im Jahr 2011 und 47 von 517 im Jahr 2010.
Das Murray Edwards College in Cambridge wandte sich bereits 2009 an den United Kingdom Mathematics Trust mit einem Angebot zur Förderung der mathematischen Bereicherung für Mädchen beizutragen. Die erste EGMO fand im April 2012 am Murray Edwards College in Cambridge statt. Die EGMO-Website www.egmo.org ging am 19. August 2012 als permanente Online-Homepage für EGMO online.

## Austragungsorte und Teilnehmer
Die Veranstaltungen in den Jahren 2020 und 2021 fanden aufgrund der COVID-19-Pandemie als rein virtuelle Veranstaltungen statt.
| Jahr | Datum                 | Veranstaltungsort                 | Anzahl Nationen und Teilnehmer | Land mit den besten Ergebnissen      |
| ---- | --------------------- | --------------------------------- | ------------------------------ | ------------------------------------ |
| 2012 | 10. April – 16. April | Cambridge, Vereinigtes Königreich | 19 Nationen, 70 TN             | Polen                                |
| 2013 | 8. April – 14. April  | Luxemburg (Stadt), Luxemburg      | 22 Nationen, 87 TN             | Belarus, Serbien, Vereinigte Staaten |
| 2014 | 10. April – 16. April | Antalya, Türkei                   | 29 Nationen, 110 TN            | Ukraine                              |
| 2015 | 14. April – 20. April | Minsk, Belarus                    | 30 Nationen, 109 TN            | Ukraine                              |
| 2016 | 10. April – 16. April | Bușteni, Rumänien                 | 39 Nationen, 147 TN            | Russland                             |
| 2017 | 6. April – 12. April  | Zürich, Schweiz                   | 44 Nationen, 168 TN            | Vereinigte Staaten                   |
| 2018 | 9. April – 15. April  | Florenz, Italien                  | 52 Nationen, 195 TN            | Russland                             |
| 2019 | 7. April – 13. April  | Kiew, Ukraine                     | 50 Nationen, 196 TN            | Vereinigte Staaten                   |
| 2020 | 15. April – 21. April | Egmond aan Zee, Niederlande       | 53 Nationen, 204 TN            | Russland                             |
| 2021 | 9. April – 15. April  | Kutaissi, Georgien                | 55 Nationen, 213 TN            | Russland                             |
| 2022 | 6. April – 12. April  | Eger, Ungarn                      | 56 Nationen, 222 TN            | Vereinigte Staaten                   |
| 2023 | 13. April – 19. April | Portorož, Slowenien               |                                |                                      |

## Einfluss
Inspiriert von dem Erfolg der EGMO wurden weitere internationale Olympiaden-Wettbewerbe für Mädchen ins Leben gerufen:
- Ein neuer internationaler Programmierwettbewerb, die European Girls' Olympiad in Informatics (EGOI), deren erste Veranstaltung 2021 in Zürich, Schweiz, stattfand und von der  Schweizerischen Informatik-Olympiade organisiert wurde.[6]
- Die Panamerikanische Mathematikolympiade für Mädchen (PAGMO), deren erste Veranstaltung 2021 von einer Gruppe südamerikanischer Länder virtuell organisiert wurde.[7]